# Севастопольский городской суд
Севастопольский городской суд — высший федеральный орган судебной власти на территории города федерального значения Севастополя. Входит в систему судов общей юрисдикции, является непосредственно вышестоящей судебной инстанцией по отношению к районным судам г. Севастополя.

## История
Севастопольский городской суд начал свою деятельность с 26 декабря 2014 года на основании Федерального конституционного закона от 21 марта 2014 года № 6-ФКЗ «О принятии в Российскую Федерацию Республики Крым и образовании в составе Российской Федерации новых субъектов — Республики Крым и города федерального значения Севастополя» и Постановления Пленума Верховного Суда Российской Федерации от 23 декабря 2014 года № 21 «О дне начала деятельности федеральных судов на территориях Республики Крым и города федерального значения Севастополя».
В качестве суда первой инстанции рассматривает административные, гражданские и уголовные дела, отнесённые федеральными законами к компетенции высших судов субъектов Российской Федерации.
Является судом апелляционной и кассационной инстанции для районных судов и судом кассационной инстанции для мировых судей г. Севастополя.
Севастопольский городской суд действует в составе:
 — президиума суда;
 — судебной коллегии по административным делам;
 — судебной коллегии по гражданским делам;
 — судебной коллегии по уголовным делам.
В структуру суда входят 6 отделов: отдел обеспечения деятельности судебных коллегий; отдел общего делопроизводства и обеспечения деятельности президиума суда; отдел судебной статистики и правовой информатизации, кодификации и систематизации законодательства; отдел государственной службы и кадров; финансово-бухгалтерский отдел; отдел материально-технического обеспечения.

## Руководство
Председатель суда — Заслуженный юрист Российской Федерации Золотых Владимир Васильевич;
Заместители председателя — Бабич Вячеслав Викторович, Решетняк Владимир Ильич.

## Районные суды г. Севастополя
- Балаклавский районный суд
- Гагаринский районный суд
- Ленинский районный суд
- Нахимовский районный суд

## Здание
Здание Севастопольского городского суда расположено по адресу: г. Севастополь, ул. Суворова, д.20.
Здание суда построено в 1890 году, является предметом охраны исторического поселения федерального значения города Севастополя.